# NGC 6746
NGC 6746 est une vaste galaxie lenticulaire située dans la constellation du Paon. Sa vitesse par rapport au fond diffus cosmologique est de 4 116 ± 40 km/s, ce qui correspond à une distance de Hubble de 60,7 ± 4,3 Mpc (∼198 millions d'al). NGC 6746 a été découverte par l'astronome britannique John Herschel en 1836.
À ce jour, deux mesures non basées sur le décalage vers le rouge (redshift) donnent une distance égale à 58,300 ± 0,707 Mpc (∼190 millions d'al), ce qui est à l'intérieur des valeurs de la distance de Hubble.

## Groupe d'IC 4845
Selon A. M. Garcia NGC 6769 fait partie du groupe d'IC 4845. Ce groupe de galaxies renferme au moins 14 membres dont six du New General Catalogue et sept de l'Index Catalogue. Les autres galaxies du groupe sont NGC 6739, NGC 6769, NGC 6770, NGC 6771, NGC 6782, IC 4827, IC 4828, IC 4831, IC 4838, IC 4842, IC 4845, IC 4866 et ESO 141-21.